# Liste der Naturdenkmale in Schopfheim
| Naturdenkmale | Anzahl |
| ------------- | ------ |
| FND           | 3      |
| END           | 16     |
| Gesamt        | 19     |

Die Liste der Naturdenkmale in Schopfheim nennt die verordneten Naturdenkmale (ND) der im baden-württembergischen Landkreis Lörrach liegenden Stadt Schopfheim. In Schopfheim gibt es insgesamt 19 als Naturdenkmal geschützte Objekte, davon 3 flächenhafte Naturdenkmale (FND) und 16 Einzelgebilde-Naturdenkmale (END).
Stand: 1. November 2016.

## Flächenhafte Naturdenkmale (FND)
| Name                                | Bild | Kennung     | Einzelheiten | Position | Fläche Hektar | Datum         |
| ----------------------------------- | ---- | ----------- | ------------ | -------- | ------------- | ------------- |
| Eichener See                        |      | 83360810001 | Schopfheim   | ⊙        | 3,5           | 11. Feb. 1983 |
| Gletscherfindling (Der weiße Stein) |      | 83360810003 | Schopfheim   | ???      | 0,0           | 13. Juli 1987 |
| Gletschermühle                      |      | 83360810002 | Schopfheim   | ???      | 0,0           | 13. Juli 1987 |
| Legende für Naturdenkmal            |      |             |              |          |               |               |

## Einzelgebilde (END)
| Name                                              | Bild | Kennung     | Einzelheiten | Position | Fläche Hektar | Datum         |
| ------------------------------------------------- | ---- | ----------- | ------------ | -------- | ------------- | ------------- |
| 1 Buche (Zwölfapostelbuche) Schweigmatt           |      | 83360810017 | Schopfheim   | ???      | 0,0           | 13. Juli 1987 |
| 1 Eiche (Hohle Eiche) Saubrunnen Gersbach         |      | 83360810019 | Schopfheim   | ???      | 0,0           | 13. Juli 1987 |
| 1 Kastanie Enkenstein                             | BW   | 83360810021 | Schopfheim   | ⊙        | 0,0           | 13. Juli 1987 |
| 1 Linde (Am Gottschalkweg)                        |      | 83360810008 | Schopfheim   | ???      | 0,0           | 13. Juli 1987 |
| 1 Linde Gutjuchert                                | BW   | 83360810013 | Schopfheim   | ⊙        | 0,0           | 13. Juli 1987 |
| 1 Linde (Im Hammer)                               | BW   | 83360810015 | Schopfheim   | ⊙        | 0,0           | 13. Juli 1987 |
| 1 Linde Rathaus Gersbach                          | BW   | 83360810020 | Schopfheim   | ⊙        | 0,0           | 13. Juli 1987 |
| 1 Linde Roter Baum Wiechs                         | BW   | 83360810009 | Schopfheim   | ⊙        | 0,0           | 13. Juli 1987 |
| 1 Linde Schweigmatt                               | BW   | 83360810016 | Schopfheim   | ⊙        | 0,0           | 13. Juli 1987 |
| 1 Linde Wiechs Zwischen den Nüren                 | BW   | 83360810012 | Schopfheim   | ⊙        | 0,0           | 13. Juli 1987 |
| 1 Tanne (Castendyktanne) am Möhrenweg Schweigmatt | BW   | 83360810018 | Schopfheim   | ⊙        | 0,0           | 13. Juli 1987 |
| 1 Weißtanne (Flachslandtanne) Gersbach            |      | 83360810005 | Schopfheim   | ???      | 0,0           | 13. Juli 1987 |
| 15 Linden (Auf der Hohen Flum)                    | BW   | 83360810011 | Schopfheim   | ⊙        | 0,0           | 13. Juli 1987 |
| 2 Buchen (Büseleribergbuchen) Gersbach            |      | 83360810007 | Schopfheim   | ???      | 0,0           | 13. Juli 1987 |
| 2 Eichen (Frieseneggerweg)                        | BW   | 83360810014 | Schopfheim   | ⊙        | 0,0           | 13. Juli 1987 |
| 2 Linden (Beim Plattenbrünnle) Wiechs             | BW   | 83360810010 | Schopfheim   | ⊙        | 0,0           | 13. Juli 1987 |
| Legende für Naturdenkmal                          |      |             |              |          |               |               |